# Blue Star Line

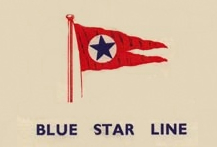
Drapeau de la Blue Star Line.

La Blue Star Line est une compagnie maritime fondée en 1911 par la famille Vestey pour le transport de nourritures entre la Chine et l'Angleterre et rachetée en 1998 par P&O Nedlloyd. Le dernier navire portant ses couleurs a été démoli en 2003.

## Précisions
Il ne faut pas confondre la Blue Star Line avec la Red Star Line ou la White Star Line, deux autres compagnies, appartenant à l'International Mercantile Marine Co.. On les différencie grâce à leurs drapeaux et les couleurs de leurs cheminées.
La Blue Star Line arborait un drapeau rouge à deux branches avec une étoile bleue dans un cercle blanc, ses cheminées étant rouges avec une étoile bleue dans un cercle blanc surmonté d'une épaisse bande noire traversée par une bande blanche. 
La White Star Line arborait un drapeau rouge à deux branches avec une étoile blanche, les cheminées de ses navires sont de couleur chamois avec une épaisse bande noire au sommet. 
La Red Star Line pour sa part, arbore un drapeau blanc à deux branches avec une étoile rouge, les cheminées de ses navires étant noires traversées par une bande blanche.

## Sources
- (en) Site officiel de la Blue Star Line.